# Andréas Glyniadákis
Andréas Glyniadákis (en grec : Ανδρέας Γλυνιαδάκης), né le 26 août 1981 à La Canée, en Grèce, est un joueur grec de basket-ball. Il mesure 2,16 m et joue au poste de pivot.

## Carrière
Andréas Glyniadákis commence le basket-ball dans les équipes de jeunes de La Canée. Sa carrière professionnelle commence au Panathinaïkos. Il évolue ensuite au Panellinios Athènes, à Péristeri, à l'AEK Athènes. Il est sélectionné par les Detroit Pistons au 58e rang lors de la draft 2003. Glynidakis évoluera tout d'abord en NBA Development League, au Roanoke Dazzle et aux Albuquerque Thunderbirds, avec qui il remporte le titre de champion NBADL en 2006. Il signe avec les Seattle SuperSonics en novembre 2006, disputant 13 matchs avec les Sonics, pour une moyenne de 1,3 points par match, avant d'être évincé le 4 janvier 2007. En mai 2007, il rejoint la Virtus Bologne pour la fin de saison. Il retourne en Grèce en septembre 2007, à l'AEK Athènes, mais il n'y reste qu'un mois, rejoignant alors Maroussi Athènes.
En 2009, il signe avec l'Olympiakos.

### Équipe nationale
Andréas Glyniadákis est international grec, disputant les compétitions européennes avec les moins de 16 ans, moins de 18 ans et moins de 20 ans. Il participe aux Jeux olympiques 2008 et au championnat d'Europe 2009, remportant la médaille de bronze.

## Palmarès
- Champion de Grèce 1998, 1999, 2000, 2001
- Vainqueur de l'Euroligue 1999-2000
- Vainqueur de la coupe de Grèce 2010
- Médaille de bronze au championnat d'Europe des 18 ans et moins 1998
- Médaille de bronze au championnat d'Europe 2009